# Green Cargo

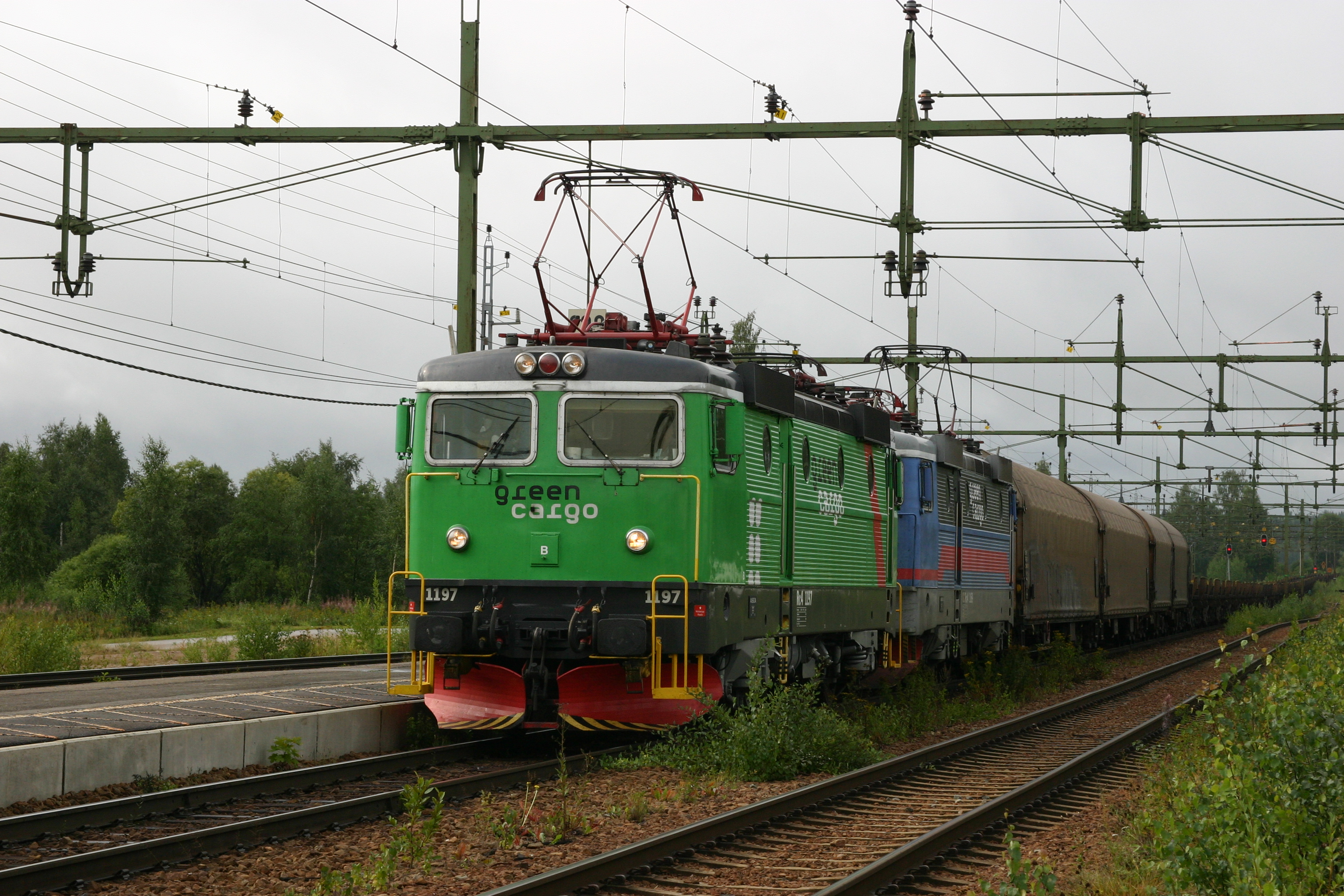
Zug der Green Cargo in Ockelbo

Green Cargo (GC) ist ein schwedisches Eisenbahnverkehrsunternehmen im Güterverkehr. Sie ist am 1. Januar 2001 infolge der EU-Bahnliberalisierung aus Statens Järnvägar, den schwedischen Staatsbahnen, hervorgegangen.
Die Aktiengesellschaft gehört zu 100 % dem schwedischen Staat. Sie wird vom Wirtschaftsministerium verwaltet. Vorsitzender des Unternehmens ist seit 2009 Håkan Buskhe. Green Cargo ist Mitglied des RIV, des  und Internationalen Eisenbahnverbandes und der Allianz XRail.

## Verkehr
Das Unternehmen besitzt eigene Lokomotiven, die von den Schwedischen Staatsbahnen übernommen wurden. Ebenso wurden Güterwagen übernommen. Green Cargo besitzt keine eigenen Strecken. Neben dem Ganzzuggeschäft, das sie sich mit anderen Bahngesellschaften teilen muss, führt sie den Wagenladungsverkehr in Schweden durch. Sie besitzt eigene Lastwagen für die Bedienung von Kunden ohne eigenen Gleisanschluss.
2004 übernahm sie für ausgewählte Gleisanschlüsse in Norwegen (vor allem Papierfabriken) die wöchentliche Bedienung, nachdem die CargoNet den Einzelwagenverkehr aufgegeben hatte. 2005 wurde ein Übernahmeangebot der deutschen Railion, nach Intervention der schwedischen Großindustrie, von den schwedischen Behörden abgelehnt. Von März 2008 bis März 2018 war Green Cargo mit 49 % an DB Schenker Rail Danmark Services A/S, seit 2016 DB Cargo Danmark Services, beteiligt.
Mit Wirkung vom 1. Januar 2011 wurde die bis zu diesem Zeitpunkt selbstständige TGOJ Trafik AB in die Muttergesellschaft integriert.
Die Hallsbergs Terminal AB war von 2001 bis 2012 als Joint Venture mit der Gemeinde Hallsberg Teil von Green Cargo.

## Technik
2011 besaß das Unternehmen 469 Lokomotiven, davon 263 Elektro- und 206 Diesellokomotiven sowie 5900 Güterwagen. Im Güterverkehr auf der Straße arbeitet das Unternehmen mit rund 250 Subunternehmern zusammen. 2021 waren es 360 Lokomotiven und 5000 Güterwagen.

## Green Cargo Norge
Die 2016 gegründete norwegische Tochter Green Cargo Norge AS mit den weiteren Tochtergesellschaften Green Cargo Togdrift AS und Green Cargo Terminaltjenester AS, die fast 40 Prozent des intermodalen Schienengüterverkehrs in Norwegen durchführt, stellt seinen Betrieb in Norwegen auf den Strecken Oslo–Stavanger, Oslo–Bergen und Oslo–Trondheim im ersten Quartal 2023 ein. Davon betroffen sind 120 Mitarbeiter, mehr als die Hälfte davon Lokführer sowie das Personal in den Umschlagsterminals von Oslo, Bergen und Trondheim. Als Gründe nennt das staatliche Unternehmen die stark gestiegenen Kosten für Strom (seit 2020 um rund 450 %), Diesel und Personal, die nicht an die Kunden weitergegeben werden können. Die ebenfalls bediente Strecke Oslo–Narvik sowie die grenzüberschreitenden Transporte zwischen Schweden und Norwegen sind von der Einstellung nicht betroffen.